# Canápolis (Minas Gerais)
Canápolis é um município brasileiro do estado de Minas Gerais. O município faz parte da microrregião de Uberlândia e da Mesorregião do Triângulo Mineiro. Sua população recenseada em 2022 era de 10 608 habitantes.

## Etimologia
O nome Canápolis significa "cidade da cana". O município recebeu este nome por conta das inúmeras plantações de cana-de-açúcar existentes no território, à época de sua fundação.

## História
A história de Canápolis está ligada ao município de Monte Alegre de Minas. Em 14 de julho de 1934, o Coronel José de Paula Gouveia, então proprietário da fazenda Córrego do Cerrado - localizada em Monte Alegre de Minas - permitiu a fundação de um novo povoado em suas terras, doando à prefeitura local cinco hectares para a instalação da localidade. Como condição, os primeiros habitantes do povoado foram os moradores da própria fazenda de Gouveia, então empregados do mesmo.
À época, a região registrava um notável desenvolvimento econômico, propiciada pela fertilidade do território e pela localização centralizada, em relação aos principais centros consumidores do Brasil na década. Centenas de desbravadores, migrantes e residentes da fazenda do Coronel manifestavam interesse em permanecer na região, atraídos pelas inúmeras plantações de cana-de-açúcar no território do atual município, e a ação do coronel em doar as terras permitiu que estes se fixassem na região. O crescimento econômico também permitiu o loteamento de várias áreas situadas ao redor do povoado, formando uma crescente área residencial daqueles que desenvolviam atividades profissionais na agricultura.

### Formação administrativa
Canápolis foi elevado à categoria de Distrito em 17 de dezembro de 1938, por meio do Decreto Estadual nº 148, promulgado pelo Governo Estadual de Minas Gerais. O distrito, em sua formação, era pertencente ao município de Monte Alegre de Minas, tendo seu território incorporado a parte norte e oeste do mesmo.

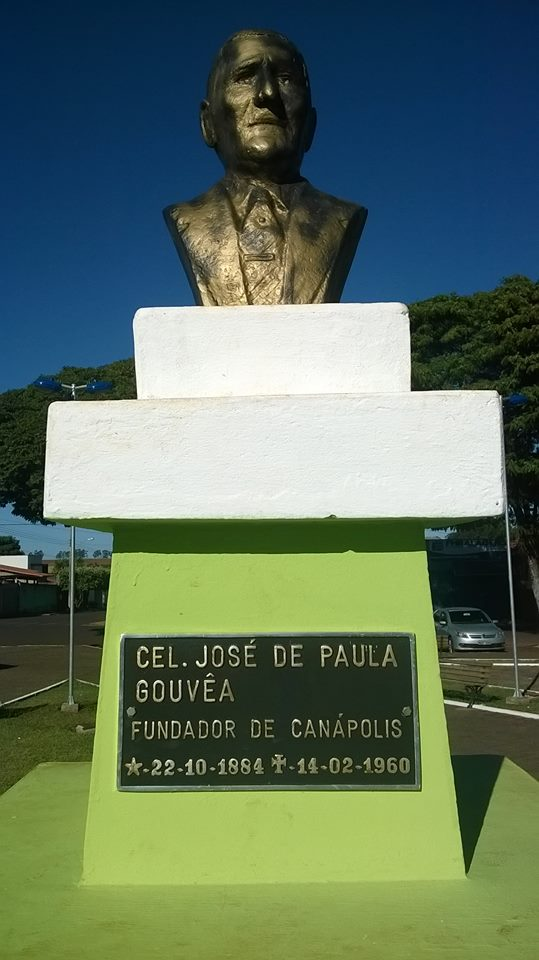
Busto do Coronel José de Paula Gouvêa, o fundador da cidade.

Entre 1939 e 1943, Canápolis registrou uma notável evolução populacional, obtendo prédios administrativos, como cartório e fórum, e ainda figurando como um distrito de Monte Alegre de Minas. Entretanto, Monte Alegre de Minas é renomeado para Toribatê, por força do Decreto-Lei Estadual nº 1058, de 31 de dezembro de 1943. A alteração do nome municipal, no entanto, não alterou a categorização de Canápolis, que continuou a figurar como um distrito de Toribatê. À época, outro povoado também estava em formação na região, Centralina, fundada à beira da Auto Viação Mineira e estando ao oeste de Canápolis.
A emancipação de Canápolis e sua elevação à categoria de município ocorreu através da Lei nº 336, de 27 de dezembro de 1948. A lei estabeleceu o quadro territorial do novo município, desmembrando parte da área de Monte Alegre de Minas e definindo que o Distrito de Centralina passaria a pertencer ao poder municipal de Canápolis. A instalação definitiva ocorreu entre 1949 e 1953.
O território do município foi desmembrado em 1953, em virtude da elevação à categoria de município do Distrito de Centralina, com a Lei nº 1039, de 12 de dezembro daquele ano. Assim, Canápolis passou a ser composto apenas pelo distrito-sede, e a divisão territorial daquela época, homologada em 1 de outubro de 1960, permanece até os dias atuais. A mesma lei colocou o município como sede de Comarca, sendo que a instalação ocorreu em 19 de março de 1955.

## Infraestrutura

### Saúde
Em 2009, o município possuía seis estabelecimentos de saúde entre hospitais, pronto-socorros, postos de saúde e serviços odontológicos, sendo cinco públicos municipais e um privado. Todos estes estabelecimentos de saúde eram integrantes do Sistema Único de Saúde (SUS). Em 2013, 99,5% das crianças menores de 1 ano de idade estavam com a carteira de vacinação em dia. Em 2012, foram registrados 141 nascidos vivos, sendo que o índice de mortalidade infantil neste ano foi nulo.
Em 2010, não houve registro de adolescentes entre 10 a 17 anos que tiveram filhos, não havendo registro também entre as adolescentes com idades entre 10 e 14 anos. A taxa de atividade nesta faixa etária foi de 11,14%. Do total de crianças menores de dois anos pesadas pelo Programa Saúde da Família em 2012, 1,4% apresentava desnutrição.

## Galeria

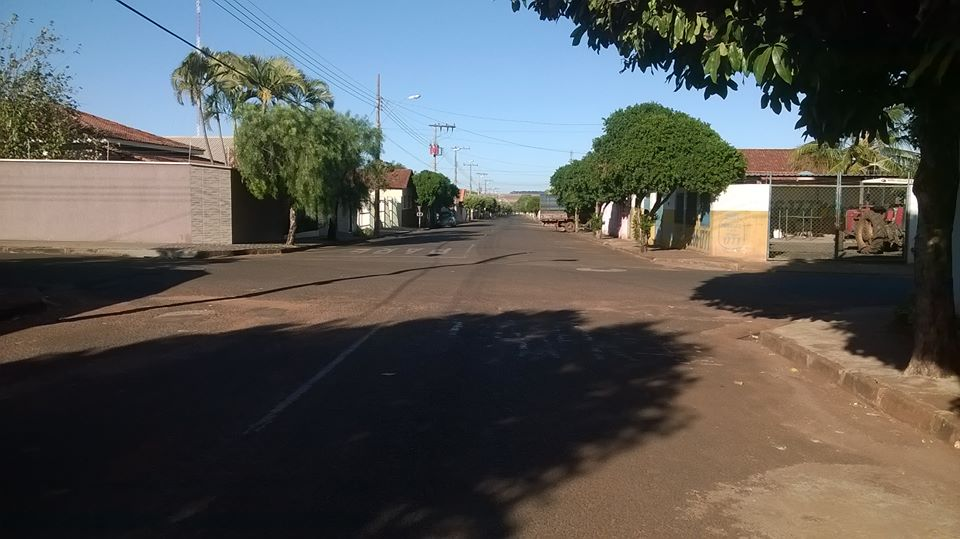
Rua 16, no centro da cidade.
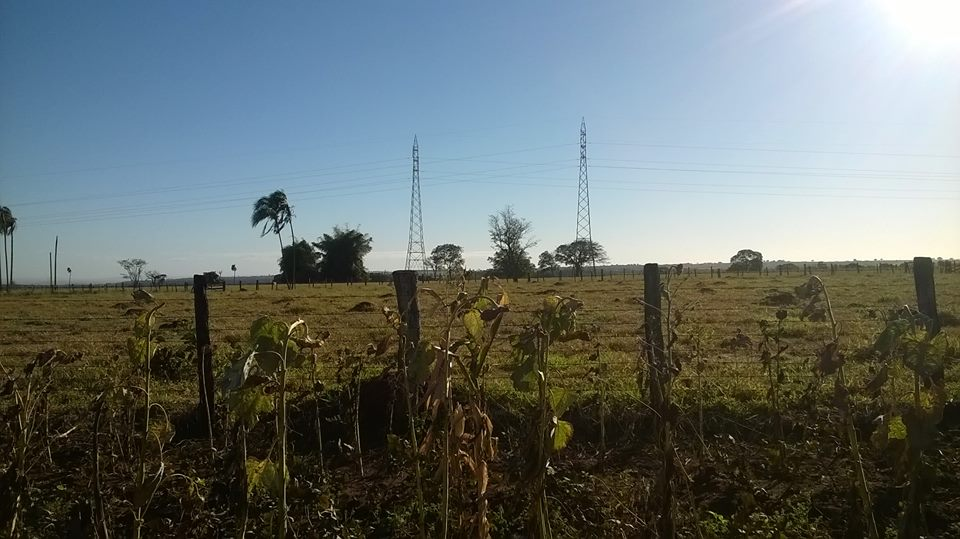
Área rural no município.
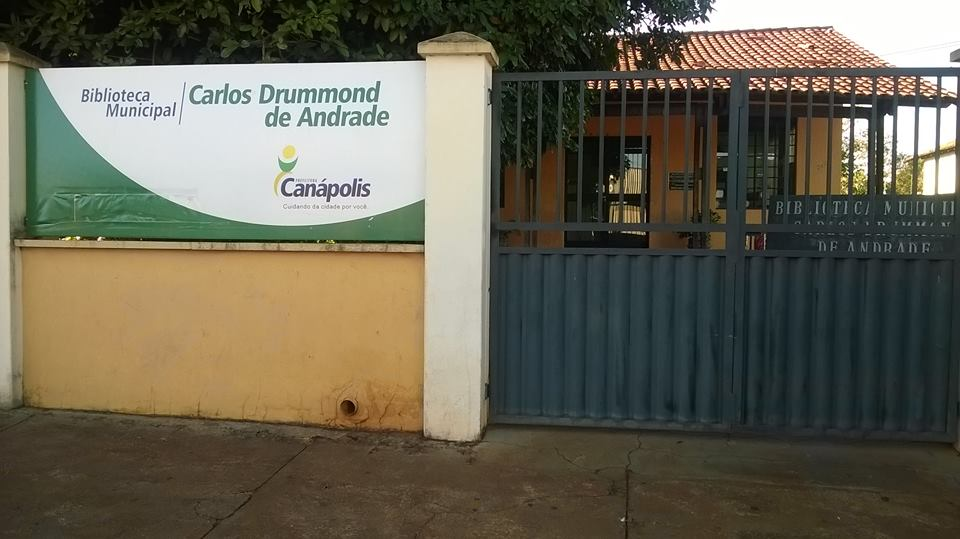
Biblioteca Carlos Drumond de Andrade.
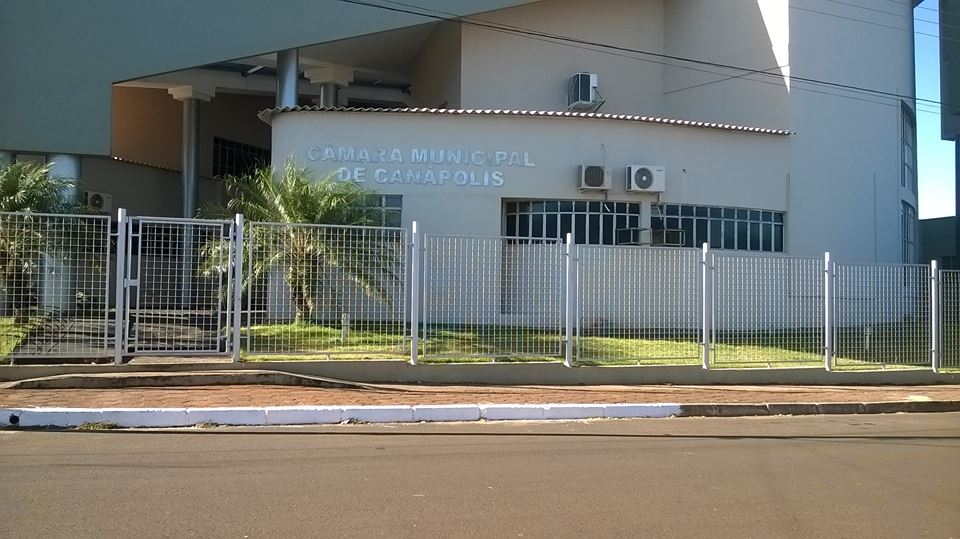
Câmara Municipal de Canápolis.
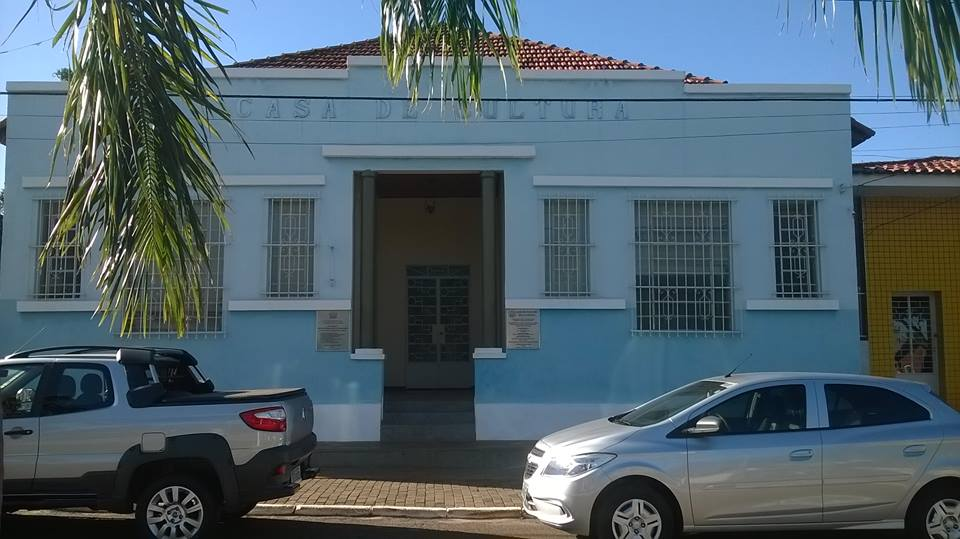
Casa da Cultura.
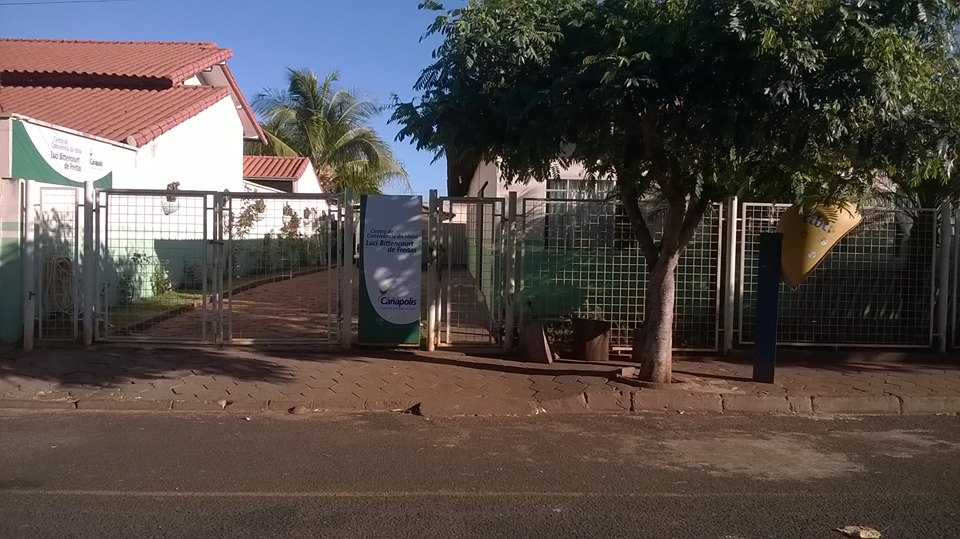
Centro de Convivência do Idoso Luci Bittencourt de Freitas.
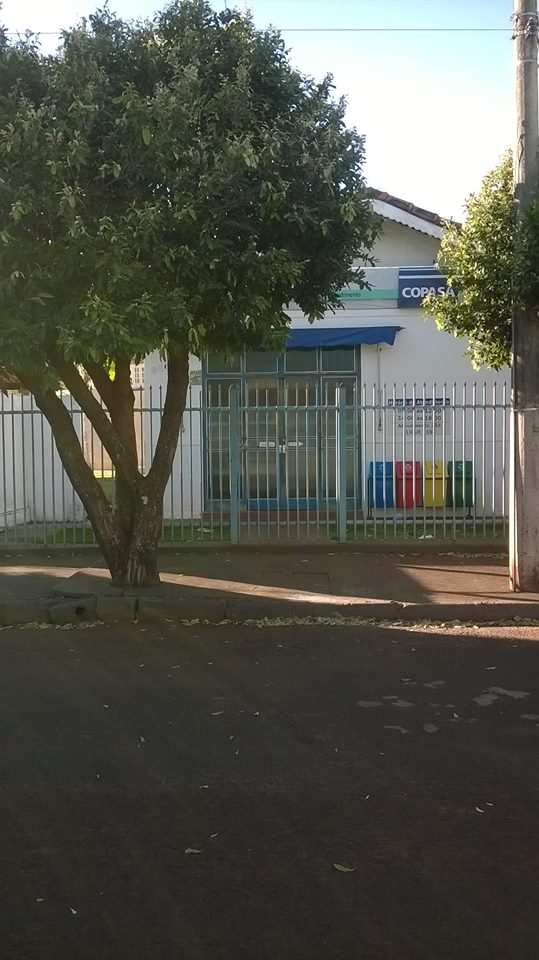
Prédio da Companhia de Saneamento de Minas Gerais (Copasa).
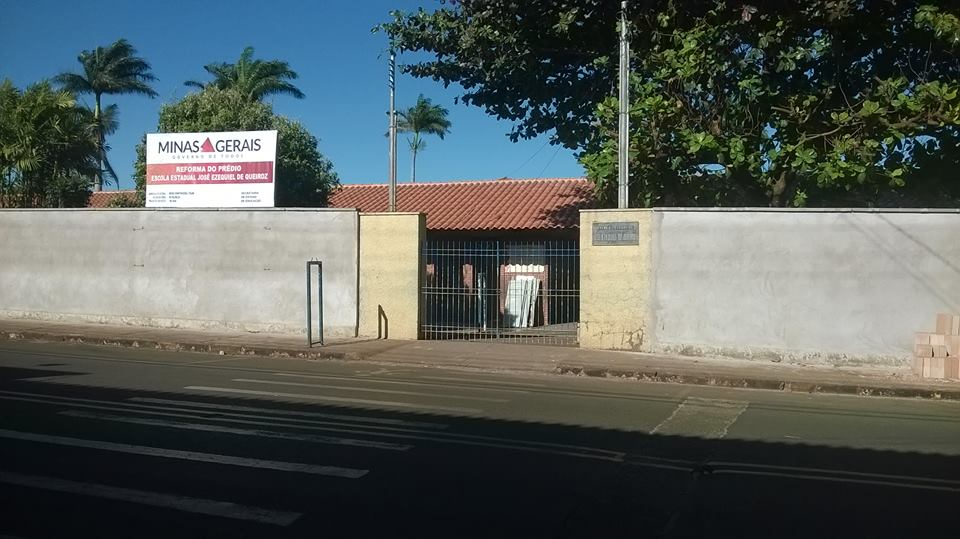
Escola Estadual José Ezequiel de Queiroz
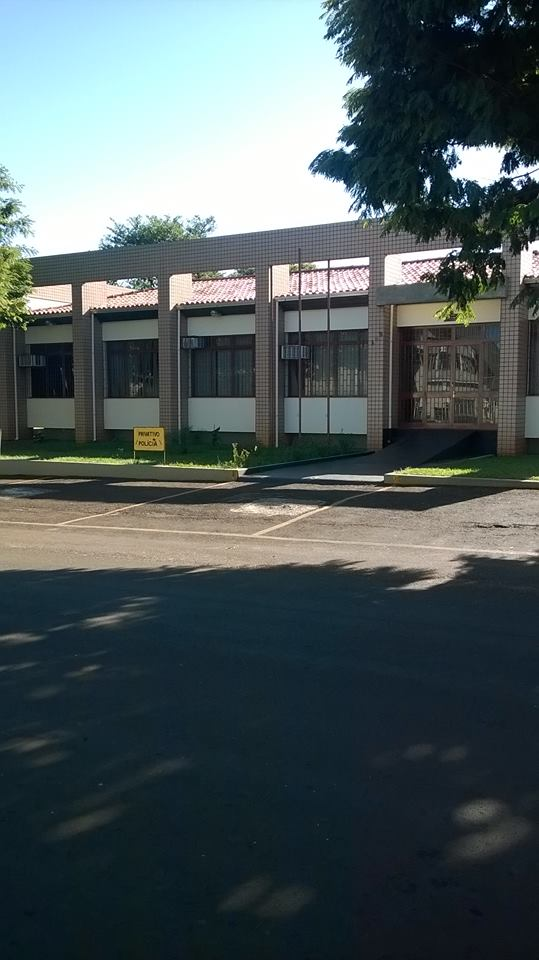
Fórum de Justiça.
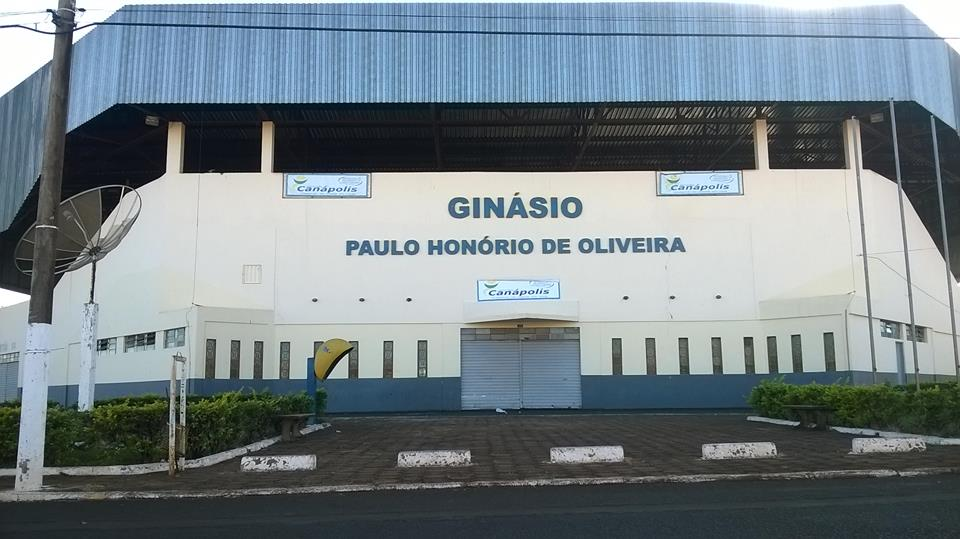
Ginásio municipal Paulo Honório de Oliveira.
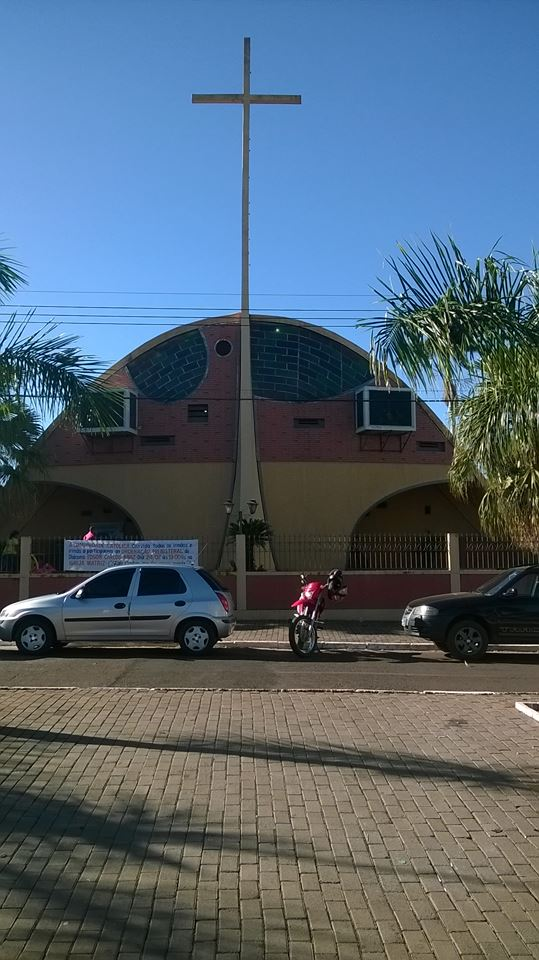
Igreja Católica.
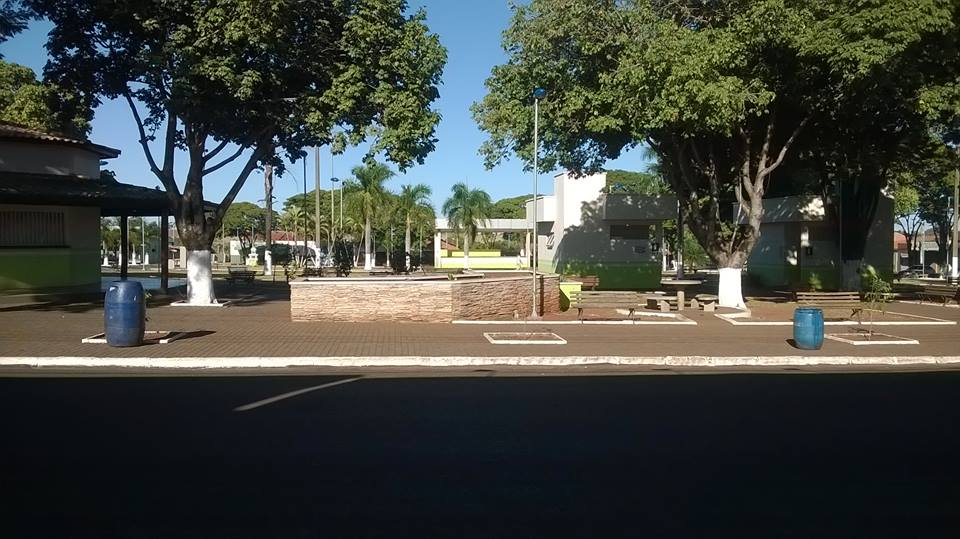
Praça no centro de Canápolis.
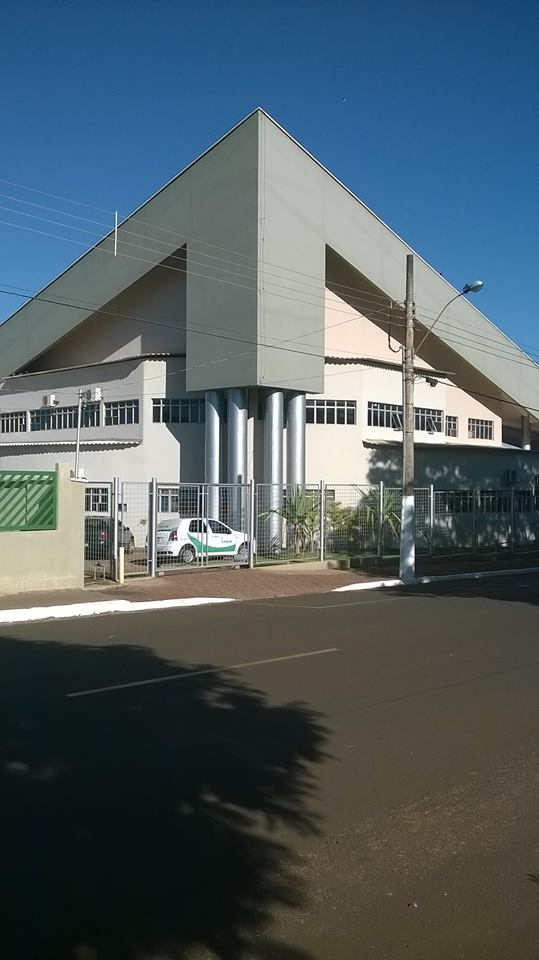
Prefeitura Municipal de Canápolis.
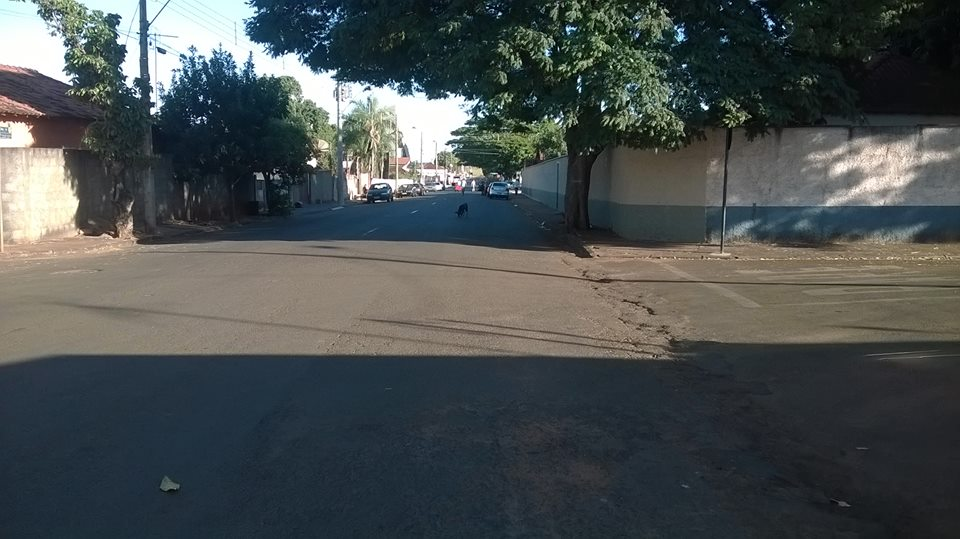
Rua 13, em Canápolis.